# Narcinops ornatus
Narcinops ornatus is een vissensoort uit de familie van de schijfroggen (Narcinidae). De wetenschappelijke naam van de soort is voor het eerst geldig gepubliceerd in 2008 door Carvalho.